# احمد عصمت عبدالمجید
احمد عصمت عبدالمجید (عربی: أحمد عصمت عبد المجيد؛ ۲۲ مارس ۱۹۲۳ – ۲۱ دسامبر ۲۰۱۳) دیپلمات، وکیل، و سیاستمدار اهل مصر بود. وی از ۱۷ ژوئیه ۱۹۸۴ تا ۱ ژوئن ۱۹۹۱ وزیر امور خارجه مصر و سپس از ۱ ژوئن ۱۹۹۱ تا ۱ ژوئن ۲۰۰۱ دبیرکل اتحادیه عرب بود.
احمد عصمت عبدالمجید در ۲۱ دسامبر ۲۰۱۳، در سن ۹۰ سالگی در قاهره درگذشت.